# Hopscotch Music Festival
Hopscotch Music Festival je hudební festival, konaný od roku 2010 každoročně vždy od čtvrtka do soboty druhý týden v září ve městě Raleigh v Severní Karolíně. Založen byl místním časopisem Independent Weekly a koná se vždy v různých klubech a koncertních sálech po celém městě. V různých ročnících zde vystoupili například Pere Ubu, The Jesus and Mary Chain nebo The Roots.